# Lathi
Lathi (dewanagari: लाठी "kij") - indyjska sztuka walki przy użyciu kija o długości ok. 180-200 cm. Tego typu bambusowe kije są standardowym wyposażeniem indyjskiej policji, służącym zwłaszcza do rozpędzania demonstracji.

## Historia
Kij ze względu na swą dostępność i łatwość posługiwania się jest jednym z najstarszych rodzajów broni. Trening z użyciem kija stanowił standardową część szkolenia wojowników w starożytnych Indiach. Ponieważ zasadniczo nie jest on bronią śmiercionośną, kij był również często stosowany w samoobronie przez kapłanów hinduistycznych i mnichów buddyjskich.
W czasach mogolskich grupy tzw. lathial (uzbrojonych w kije) pomagały zamindarom (właścicielom ziemskim) w pobieraniu podatków od opornych chłopów.

## Lathi na wyposażeniu policji
W czasach rządów Brytyjczyków wprowadzili oni lathi jako standardową broń policji, szczególnie często używaną do tłumienia zamieszek. Standardowym wyrażeniem w języku angielskim stała się tzw. "lathi charge", szarża policjantów uzbrojonych w bambusowe lathi w celu rozpędzenia protestującego tłumu.
W niepodległych Indiach i ościennych krajach lathi pozostały częścią wyposażenia policji. Szkolenie policjantów obejmuje również takie techniki użycia lathi, które mogą prowadzić do trwałego kalectwa. Spotkało się to z protestami obrońców praw człowieka.